# Syzygium praetermissum
Syzygium praetermissum är en myrtenväxtart som först beskrevs av Andrew Thomas Gage, och fick sitt nu gällande namn av Nambiyath Puthansurayil Balakrishnan. Syzygium praetermissum ingår i släktet Syzygium och familjen myrtenväxter.
Artens utbredningsområde är Burma. Inga underarter finns listade i Catalogue of Life.